# Myrceugenia ovalifolia
Myrceugenia ovalifolia är en myrtenväxtart som först beskrevs av Otto Karl Berg, och fick sitt nu gällande namn av Leslie Roger Landrum. Myrceugenia ovalifolia ingår i släktet Myrceugenia och familjen myrtenväxter. Inga underarter finns listade i Catalogue of Life.